# ウルトラパール
ウルトラパール・パルティシパソエス（Ultrapar Participações S.A.）は、ブラジル･サンパウロに本社を置く持株会社である。ブラジル、メキシコ、アルゼンチン、アメリカ合衆国、ベネズエラで事業を展開している。
子会社のイピランガ石油（en）とウルトラガスを通して石油･ガスの販売、オキシテント（Oxitent）を通して石油化学製品の製造、ウルトラカーゴ（Ultracargo）を通して、陸運業を営む。
2007年、イピランガグループのブラジル南部･南東部における石油、ガスの販売権を取得することにより、活動領域を拡大した。また、2008年、シェブロンのブラジル法人を買収している。
ウルトラパールは、ウルトラガスを子会社に保有していることによりブラジル最大の液化天然ガス販売業者となっており、イピランガ･グループを買収したことにより、ブラジルにおける石油販売のシェアの14％を握っている。
ウルトラバールは、サンパウロ証券取引所とニューヨーク証券取引所に株式を上場させている。